# Scandinavian Star
Die Scandinavian Star war eine 142 Meter lange Fähre. Den Namen Scandinavian Star erhielt sie 1984 während des Chartereinsatzes für die Reederei Scandinavian World Cruises.
Ab 1990 bediente sie für „DA-NO Linjen“ den Linienverkehr Oslo (Norwegen) – Frederikshavn (Dänemark) retour. Am 7. April 1990 führte ein Brand auf dem Schiff zu einer Katastrophe mit 159 Toten.

## Geschichte
Das Schiff wurde 1971 von der französischen Werft Dubigeon-Normandie in Nantes als Massalia erbaut und fuhr für die Compagnie de Paquebots auf der Route Marseille, Málaga und Casablanca sowie auf Kreuzfahrten im Mittelmeer. In den 1980er Jahren wechselte sie ihre Besitzer und hieß zwischenzeitlich Stena Baltica und Island Fiesta, bevor sie den Namen Scandinavian Star erhielt und im Auftrag von Scandinavian World Cruises zwischen Tampa in Florida und Cozumel in Mexiko fuhr. Dabei kam es am 15. März 1988 zu einem Feuer an Bord: Das Schiff, welches von Sea Escape betrieben wurde, befand sich mit 439 Passagieren und 268 Besatzungsmitgliedern auf einer Karibik-Kreuzfahrt auf hoher See. Dabei brach im Maschinenraum ein Feuer aus und führte dazu, dass das Schiff antriebslos im Meer trieb. Die Passagiere mussten 40 Stunden ohne fließendes Wasser und Elektrizität ausharren, während das Schiff ins rund 60 Seemeilen entfernte Cancún geschleppt wurde.

### Unglück
In der Nacht zum 7. April 1990 war die Scandinavian Star, von Oslo kommend, mit 383 Passagieren und 99 Besatzungsmitgliedern im Skagerrak nach Frederikshavn unterwegs. Die Fähre hatte erst knapp eine Woche zuvor, am 1. April 1990, den Verkehr auf dieser Route aufgenommen, nachdem sie zuvor in der Karibik als Kasinoschiff eingesetzt worden war.
Die Scandinavian Star fuhr zu dieser Zeit für die Reederei DaNo-Line als preiswerte Alternative zu den großen und oft teureren Konkurrenten. Viele Urlauber nutzten deshalb während der Überfahrt auch ihre Wohnwagen und Wohnmobile auf dem Autodeck als Kabinenersatz. Gegen zwei Uhr nachts gab es plötzlich Feueralarm. Die aus verschiedenen Nationalitäten bestehende Besatzung der unter Bahamas-Flagge fahrenden Fähre war in der Brandabwehr ungeübt und überfordert. Kaum ein Besatzungsmitglied beherrschte eine skandinavische Sprache, viele des Weiteren auch nur begrenzt Englisch. Dazu kam eine zu geringe Personalstärke der Besatzung und daher eine sehr hohe Überstundenbelastung.
In der Unglücksnacht wurden auf dem Schiff mehrere Brände gelegt. Zunächst (gegen 1:55 Uhr) wurden einige brennende Decken entdeckt, die von einem Passagier gelöscht werden konnten. Danach (gegen 2:00 Uhr) entstand ein zweiter Brand, der sich schnell ausbreitete. In beiden Fällen war zunächst brennbares Material vom Täter am Brandort gesammelt worden. Der darauf von der Brücke ausgelöste Feueralarm wurde nicht überall auf dem Schiff wahrgenommen. Um 2:26 Uhr sendete das Schiff Mayday über Funk. Die schwedische Fähre Stena Saga traf eine Viertelstunde nach dem Hilferuf an der Unglücksstelle ein. Die Evakuierung in die Rettungsboote wurde eingeleitet und fälschlicherweise bestätigte der Kapitän dann die vollständige Evakuierung von Passagieren und Besatzung. Gegen 5:30 Uhr wurde mit den Löscharbeiten im Schiff durch die schwedische Feuerwehr begonnen, die auch noch Überlebende an Bord antraf und rettete.
Das Schiff wurde für die Löscharbeiten in den Hafen Lysekil geschleppt. Während des Transfers nach Lysekil wurde die Löschwasserversorgung für 30 Minuten unterbrochen, um die Pumpen zum Lenzen des Schiffs zu verwenden, wodurch das Feuer erneut an Kraft gewann.
Bei dem Unglück kamen 159 Personen ums Leben. Die meisten Todesopfer starben nicht im Feuer, sondern an den giftigen Rauchgasen.
Später stießen die Ermittler auf haarsträubende Fehler im Krisenmanagement – so gab es an Bord der Fähre weder automatische Feuermeldesysteme noch Sprinkleranlagen. Dass sich der Brand derart schnell ausbreiten und über mehrere Decks wüten konnte, hatte mehrere Ursachen: Zunächst bestand die Lackierung der zur Brandhemmung installierten Asbestplatten aus brennbaren Materialien. Zudem führte die eingeschaltete Belüftungsanlage des Autodecks zu einer Kaminwirkung im Treppenhaus, da eine Reihe von Brandschutztüren des Autodecks geöffnet waren, wodurch sich das Feuer rasant ausbreiten konnte und so vom dritten Unterdeck bis zum Oberdeck vordrang. Die Rettungsarbeiten wurden auch dadurch erschwert, dass keine vollständigen Listen von Passagieren und Besatzung vorlagen.

#### Mögliche Ursache
Als Ursache wird Brandstiftung angenommen. Unter den Toten befand sich ein mehrfach wegen Brandstiftung vorbestrafter dänischer Passagier (ein LKW-Fahrer), der von den norwegischen Behörden als Täter angesehen wird. Aufgrund des Todes der Person wurden die Ermittlungen gegen ihn jedoch eingestellt. Diese Version wird jedoch von einigen angezweifelt, da der Däne nach Obduktionsbericht mit 1,7 Promille Blutalkoholgehalt stark alkoholisiert und nach nur wenigen Atemzügen am Rauchgas verstorben ist, ohne selbst längere Zeit dem Rauchgas ausgesetzt gewesen zu sein. Auch bezweifelt man, dass er in seinem Zustand zum gezielten Zusammenstellen von brennbarem Material fähig gewesen wäre. Zumindest war das strategisch begünstigende Offenstellen der Brandschutztüren und das Einschalten der Lüftungsanlage des Fahrzeugdecks für den Dänen nicht möglich.
Als möglicher Versicherungsbetrug wurde der Brand 1990 nicht eingeschätzt, auch wenn Untersuchungen an einem Schwesterschiff gezeigt haben, dass die geöffneten Brandschutztüren und die eingeschaltete Ventilationsanlage brandfördernd waren. Die Eignerverhältnisse des Schiffs zum Zeitpunkt des Unglücks sind undurchsichtig. Die Reederei „DA-NO Linjen“ war offiziell noch nicht Eigentümerin des Schiffes. Sie hatte die Fähre zwar kurz zuvor von der auf den Bahamas ansässigen Sea Escape gekauft, die Kaufsumme aber noch nicht überwiesen, so dass Sea Escape die Versicherungssumme kassierte. Diese war mit 24 Millionen Euro nach Ansicht von Experten für das Schiff zu hoch.
Maßgeblich für die hohe Zahl an Opfern auf der Scandinavian Star war auch die nur unzureichend ausgebildete Besatzung (sie bestand aus Skandinaviern, Portugiesen und Philippinern), die nur für circa zwei Wochen auf dem Schiff ausgebildet worden war. Eine Brandschutzübung wurde vor Inbetriebnahme der Linie nie durchgeführt. Des Weiteren gab es Verständigungsschwierigkeiten, da weite Teile der Besatzung weder eine skandinavische Sprache noch Englisch sprechen konnten. Ursprünglich war die Scandinavian Star ein Casino-Schiff, welches mit einer anderen und länger ausgebildeten Mannschaft bei Miami vor Anker lag und von dort aus kurze Kreuzfahrten unternahm.
Im April 2013 wurde von der Stiftung „Etterforskningen av Mordbrannen på Scandinavian Star“ (etwa: Nachforschung zum Mordbrand auf der Scandinavian Star), einer Organisation von Hinterbliebenen der Opfer, ein neuer Bericht zur Unglücksursache vorgelegt. Die Untersuchung, die von norwegischen und schwedischen Experten durchgeführt wurde, fand deutliche Indizien, dass das Feuer gemeinsam von mehreren Mitgliedern der Besatzung mit dem Ziel eines Versicherungsbetrugs gelegt wurde. Der Report gibt an, dass es mindestens vier Brandstiftungen auf dem Schiff gegeben habe, wobei der tatverdächtige Passagier bereits nach dem zweiten Brand verstorben sei. Die Besatzung habe außerdem große Fenster eingeschlagen sowie Matratzen und anderes leicht brennbares Material auf die Gänge geschleppt. Darüber hinaus sei das Ventilationssystem so manipuliert worden, dass sich der Brand maximal verbreiten konnte. Im Bericht werden auch Zeugenaussagen zitiert, nach denen der Obermaschinist nach dem Unglück eine hohe Geldsumme (800.000 Kronen entsprechend rund 100.000 Euro) in einem Umschlag erhalten haben soll. In dem Report, der das Geschehen teilweise rekonstruiert, wird die Hypothese aufgestellt, dass einige Besatzungsmitglieder im Auftrag – es befanden sich noch mehrere Angestellte von Sea Escape an Bord – handelten, also vorsätzlich Brände gelegt und Löschbemühungen sabotiert haben sollen, wobei es zunächst ihre Absicht gewesen sei, nach einem kleineren Feuer eine Evakuierung des Schiffes zu erreichen. Der zweite Brand sei dann aber völlig außer Kontrolle geraten. Die Hinterbliebenenorganisation strebt eine erneute polizeiliche Untersuchung an.
Nach dem Unglück wurden der dänische Reeder, dessen Geschäftsführer und der Kapitän wegen der von ihnen zu verantwortenden Sicherheitsmängel zu je sechs Monaten Haft verurteilt.
Im März 2015 entschied das norwegische Storting, die Verjährungsfrist für Brandstiftung aufzuheben, sodass eine strafrechtliche Untersuchung und Verfolgung weiterhin möglich bleibt.
2014 wurde der Fall wiederaufgenommen, nachdem eine Expertenkommission den Verdacht geäußert hatte, dass Mitglieder der Besatzung das Feuer gelegt haben könnten, um eine Entschädigung der Versicherung zu kassieren. 
2016 stellte die Polizei diese Ermittlungen wieder ein. Sie teilte mit, sie sei 60.000 Seiten Dokumente noch einmal durchgegangen, habe 70 Zeugen befragt und 18 Länder auf fünf Erdteilen an den neuen Nachforschungen beteiligt.

#### Folgen
Im Dezember 1992 änderte die Weltschifffahrtsorganisation IMO angesichts der Scandinavian-Star-Katastrophe die SOLAS-Vorschriften für den Brandschutz auf Schiffen. SOLAS steht für Safety of Life at Sea – einen von der UN-Schifffahrtsorganisation ständig auf dem Laufenden gehaltenen Regelkatalog, der seinen Ursprung in der Titanic-Katastrophe hat. So wurde nach dem Desaster der Scandinavian Star weltweit die Einführung von automatischen Brandmeldeanlagen, Feuerlöschsystemen sowie automatisch schließbaren Feuerschutztüren und Lüftungsschächten für Passagierschiffe mit mehr als 36 Fahrgästen vorgeschrieben. Seitdem hat es zwar auch in Europa immer wieder Brände auf Fähren oder Kreuzfahrtschiffen gegeben – die Auswirkungen waren jedoch nie mehr so dramatisch wie im April 1990.
Die unmittelbare Kontrolle darüber, ob IMO-Vorschriften umgesetzt werden, ist aber jeweils nationale Aufgabe.

#### Denkmal

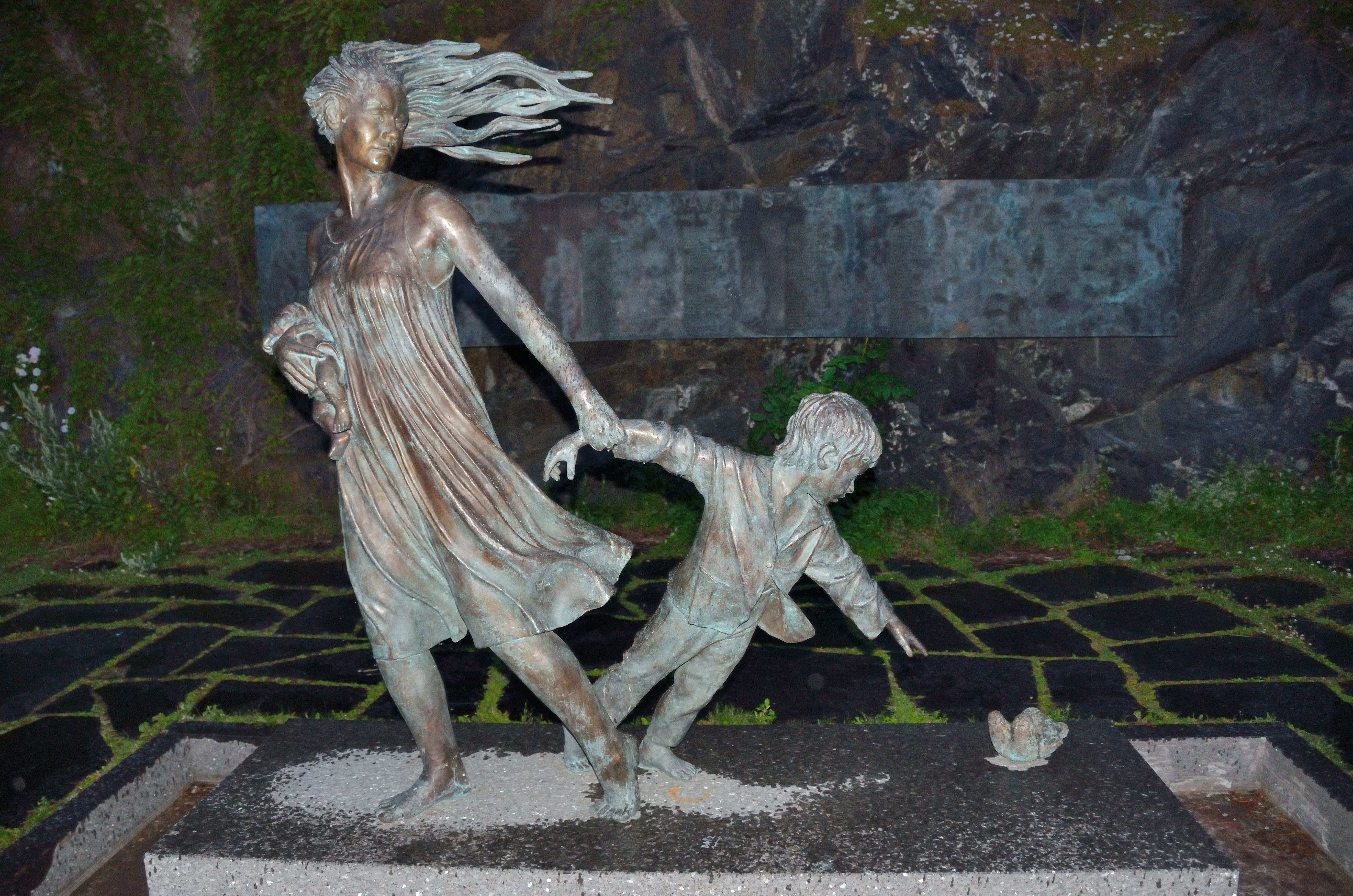
Das Denkmal in Oslo

Am 7. April 2006 wurde in Oslo in Nähe des heute von Kreuzfahrtschiffen genutzten Festungskais ein Denkmal eingeweiht, das eine Mutter mit zwei Kindern zeigt und die Namen von 158 Opfern auflistet.

#### Rezeption
Die US-amerikanische Dokureihe Sekunden vor dem Unglück widmete dem Ereignis die Episode „Fire on the Star“ (Staffel 1, Episode 4; deutscher Titel „Feuer auf der 'Star'“ bzw. „Feuer auf der Scandinavian Star“).

### Weiterer Verbleib
Nach dem Brand wurde das Schiff 1994 versteigert, in Regal Voyager umbenannt und in Italien wieder aufgebaut; in den folgenden Jahren kam sie hauptsächlich in Charter verschiedener Reedereien wieder als Fähre zum Einsatz, zuletzt von 1999 bis 2004 für Ferries del Caribe auf der Route Santo Domingo (Dominikanische Republik) nach San Juan (Puerto Rico). Im Jahr 2004 wurde das Schiff an eine indische Abwrackwerft in Alang verkauft, wo noch im Mai desselben Jahres mit der Verschrottung begonnen wurde.